# Газофазный синтез с конденсацией паров
Газофазный синтез с конденсацией паров или метод испарения и конденсации (англ. gas-phase synthesis with vapour condensation или evaporation-condensation method) — метод получения нанопорошков металлов, сплавов или соединений путём конденсации их паров при контролируемой температуре в атмосфере инертного газа низкого давления.

## Описание

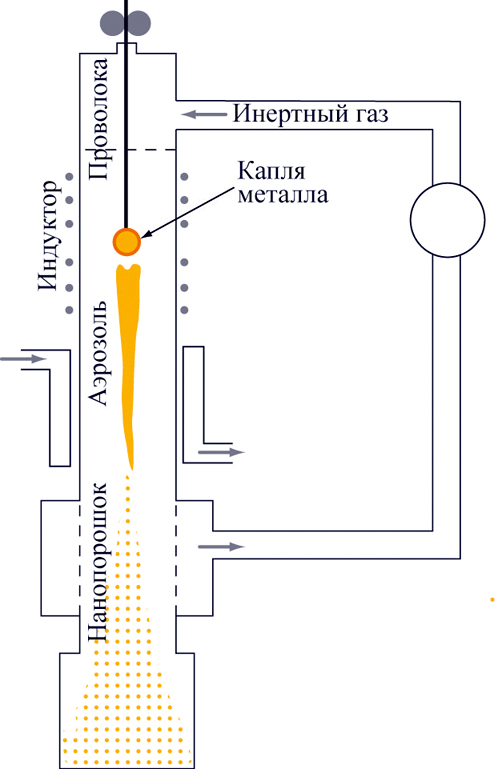
Схема получения нанопорошков из металла методом газофазного синтеза.

В отличие от испарения в вакууме, атомы вещества, испарённого в разряжённой инертной атмосфере, быстрее теряют кинетическую энергию из-за столкновений с атомами газа и образуют кластеры. Металл испаряется из тигля или вводится в зону нагрева и испарения в виде проволоки, впрыскиваемого металлического порошка или в струе жидкости. Используется также распыление металла пучком ионов аргона. Подвод энергии осуществляется непосредственным нагревом, пропусканием электрического тока через проволоку, электродуговым разрядом в плазме, индукционным нагревом токами высокой и сверхвысокой частоты, лазерным излучением, электронно-лучевым нагревом.
Конденсация парогазовой смеси с температурой до 5000–10000 К может происходить при её поступлении в камеру с большими сечением и объёмом, заполненную холодным инертным газом; в этом случае охлаждение происходит за счёт расширения газовой смеси и благодаря контакту с холодной инертной атмосферой. Существуют установки, в которых в камеру конденсации коаксиально поступают две струи: парогазовая смесь подаётся вдоль оси, а по её периферии поступает кольцевая струя холодного инертного газа. В результате турбулентного смешения температура паров металла понижается, увеличивается пересыщение, и происходит быстрая конденсация.
Благоприятные условия конденсации металлических паров создаются при адиабатическом расширении в сопле Лаваля, когда в результате быстрого расширения создаётся высокий градиент температуры, и конденсация пара происходит почти мгновенно.
Самостоятельной задачей является собирание полученного конденсацией нанопорошка, так как его частицы настолько малы, что находятся в постоянном броуновском движении и остаются взвешенными в движущемся газе, не осаждаясь под действием силы тяжести. Для сбора получаемых порошков используют специальные фильтры и центробежное осаждение; в некоторых случаях применяется улавливание жидкой плёнкой.
Основные закономерности образования наночастиц методом испарения и конденсации следующие:
- Образование наночастиц происходит при охлаждении пара в зоне конденсации, которая тем больше, чем меньше давление газа. Внутренняя граница зоны конденсации находится вблизи испарителя, а её внешняя граница по мере уменьшения давления газа может выйти за пределы реакционного сосуда. В процессе конденсации существенную роль играют конвективные потоки газа.
- При увеличении давления газа до нескольких сотен Па средний размер частиц сначала быстро увеличивается, а затем медленно приближается к предельному значению в области давлений более 2500 Па.
- При одинаковом давлении газа переход от гелия к ксенону, т. е. от менее плотного инертного газа к более плотному, сопровождается ростом размера частиц в несколько раз.

При одинаковых условиях испарения и конденсации металлы с более высокой температурой плавления образуют частицы меньшего размера. Регулируя состав газовой фазы, содержащей, помимо инертного газа, два элемента и более, можно выращивать разные по форме малые частицы соединений различной степени кристалличности.